# Andrea Bocelli
Andrea Bocelli (* 22. září 1958 Lajatico, Toskánsko) je italský nevidomý tenorista, interpret populární i klasické hudby.

## Život a hudební kariéra

### Život
Již od narození trpěl poruchou zraku. Nešťastná nehoda ve 12 letech, kdy při fotbale jako brankář utrpěl ránu do oka, vedla ke krvácení do mozku, jež zapříčinilo jeho trvalé oslepnutí.
Od roku 1965 navštěvoval specializovanou školu pro nevidomé ve městě Reggio Emilia. Nastupoval do ní ještě jako částečně vidomý. Končil jako úplně nevidomý.
Poté nastoupil do internátního ústavu Cavazza v Bologni, jehož součástí byla i specializovaná hudební konzervatoř pro nevidomé.
Po krátkém neúspěšném studiu na gymnáziu přešel na učitelský ústav. Po jeho dokončení pokračoval na univerzitě studiem práv. Studium práv úspěšně dokončil, ale zaměstnání v tomto oboru vykonával krátce, jako státem jmenovaný obhájce.
Jeho silný zájem o hudbu ho vedl k hledání nových možností studia. Vrcholem pro něj bylo studium v mistrovské třídě Franca Corelliho, který byl jeho dávným idolem.
Je podruhé ženatý, se současnou manželkou, Veronikou Bertiovou, má dceru Virginii. Z předchozího manželství s Enrikou Cenzattiovou má pak dva syny, Amose a Mattea.

### Hudební kariéra
Dlouho se nemohl jako zpěvák prosadit. Byl odmítán vydavatelstvími. Živil se jako barový klavírista a zpěvák. Zlom nastal v roce 1992, kdy mu rocková hvězda Zucchero nabídl, aby nahrál jako demo snímek druhý hlas duetu Miserere.
Snímek velice zaujal samotného Luciana Pavarottiho, který se o jeho zpěvu vyjádřil velmi pochvalně. Nechtěl věřit tomu, že se jedná o barového zpěváka, pianistu okresního formátu.
V roce 1994 se zúčastnil hudebního festivalu v Sanremu, kde v nižší kategorii zvítězil s písní Il mare calmo della sera. O rok později v roce 1995 se festivalu zúčastnil znovu, tentokrát ve vyšší kategorii a s písní Con te Partiro se umístil na 4. místě. V roce 1995 také vystupoval na každoroční sérii koncertů Night of the Proms.
V roce 1996 až 1997 vyšlo ve světě jeho debutové album Romanza, které dosáhlo mnohamiliónového nákladu a stalo se úspěšným v Itálii, Latinské Americe, Španělsku a v mnoha dalších zemích.
V roce 1999 vydal své druhé album z oblasti populární hudby Sogno. Následovalo album Sacred Arias, které je naopak výhradně z oblasti „klasické hudby“. Prodej jeho alb v USA byl obrovský, získal několik cen a dlouho držel přední pozice v prodeji alb klasické hudby.
V roce 2001 vydal částečně autobiografické vzpomínky s názvem Hudba ticha.
Tento rok završil vydáním velice úspěšného alba Cieli di Toscana.
Na svých koncertních turné spolupracuje i s Českým národním symfonickým orchestrem. S ním vystoupil mimo jiné v Praze v letech 2003, 2005, 2013, 2015, 2018, 2024 a 23.1. 2026 vystoupí v O2 Areně.

## Diskografie
- Passione – 2013
- INCANTO – 2008
- CARMEN 2008
- Vivere Live in Tuscany – 2008
- Cavalleria Rusticana 2007
- Pagliacci – 2007
- Under the Desert Sky 2007
- The Best Of Andrea Bocelli – Vivere – 2007
- Credo 2006
- Amore – 2006
- Massenet: Werther 2005
- Andrea – 2004
- Verdi Il Trovatore 2004
- Tosca – 2003
- Sentimento – 2002
- Requiem – 2001
- Tuscan Skies (Cieli di Toscana) – 2001
- Cieli di Toscana – 2001
- La Boheme – 2000
- Sacred Arias – 2000
- Verdi – 2000
- Sacred Arias – 1999
- Sogno – 1999
- The Opera Album Aria – 1998
- Viaggio Italiano – 1997
- Romanza – 1997
- A Night in Tuscany – 1997
- Bocelli – 1995
- Il mare calmo della sera – 1994

## Vyznamenání a ocenění
- velkodůstojník Řádu zásluh o Italskou republiku udělen v Římě dne 4. března 2006[3]
- velkodůstojník Řádu za zásluhy Duarta, Sáncheze a Melly udělil prezident Dominikánské republiky Leonel Fernández v Santo Domingu dne 27. května 2009 za přínos k mezinárodnímu a umění a kultuře[4]
- hvězda na Hollywoodském chodníku slávy – za jeho přínos k divadlu odhalena v roce 2010